# Държавно горско стопанство „Асеновград“
Държавно горско стопанство „Асеновград“, със седалище в Асеновград, е създадено през 1903 г., а за лесничей е назначен инж. Гавраил Зайков. То е част от Южноцентрално държавно предприятие – Смолян.
Стопанството обхваща държавните горски територии в границите на общините Асеновград и Садово, област Пловдив. В състава му влизат 42 землища. Част от територията се стопанисва в ловностопанско отношение от Държавно ловно стопанство „Кормисош“. Общата площ на горските му територии е 29 997 ha, в това число държавни горски територии – 26 929,1 ha или около 90 % от територията му.
На територията на горското стопанство се намират природните забележителности „Фосилни находки“, пещера Гаргини дупки, тракийското скално светилище „Белинташ“; защитените местности – „Марциганица“, „Чинар дере“, „Лале баир“, „Усойката“, „Гонда вода“, „Клувията – Дива вода“, „Караджов камък“, „Анатема“, „Дъбето“, „Мъртвицата“, „Находище на дървовидна хвойна“; резерват „Червената стена“; защитени зони от Натура 2000 по директивата за местообитанията „Родопи – Западни“, „Родопи – Средни“, „Река Марица“, „Река Мечка“, „Река Чая“, „Река Черкезица“ и „Река Чинардере“; защитени зони от Натура 2000 по директивата за птиците – „Добростан“, „Марица Първомай“.
Надморската височина е между 120 m – по поречието на река Марица и 1517 m – връх Стария Бунар в землището на село Добростан.